# Conquest of Paradise
„Conquest of Paradise“ je skladba řeckého skladatele jménem Vangelis. Skladbu nahrál pro film 1492: Dobytí ráje a rovněž vyšla na albu 1492: Conquest of Paradise. Též vyšla jako singl se skladbou „Moxica and the Horse“ na B-straně. Skladbě se dostalo velkého úspěchu. Skladbu rovněž předělalo několik umělců, mezi něž patří i Klaus Schulze, Dana Winner nebo Rhydian. Českou verzi Ráj nazpíval Daniel Hůlka.